# Nam Ông mộng lục
Nam ông mộng lục (Hán văn: 南翁夢錄) là một tùng thư được cho là do tác giả Lê Trừng chủ biên và ấn hành khoảng năm 1445 tại Kim Lăng.

## Nguyên tự
Nam ông mộng lục có thể minh diễn là "hợp tuyển những cố sự do ông già nước An Nam chép lại". "Mộng" (夢) trong ngữ cảnh trung đại hoặc thời kì tác giả sống là những hồi cố về quá khứ hoàng kim đã xa lắm, lấy ý từ điển tích Trang Châu mộng hồ điệp.

## Lịch sử
Năm 1407 (Minh Vĩnh Lạc thứ 5), triều Hồ đổ, tông thất Hồ Quý Ly bị dong từ cửa bể Kì La (nay thuộc Hà Tĩnh) về an trí tại Kim Lăng. Hoàng trưởng tử Hồ Nguyên Trừng sẵn có tài năng nên được triều Minh bổ làm quan viên ở Công bộ. Ông bèn đổi về họ cũ của cha thành Lê Trừng, tự Mạnh Nguyên, hiệu Nam Ông. Cứ bài tựa trong Nam ông mộng lục thì sách này được ông soạn năm 1438 do sự khích lệ của các đồng liêu, năm 1445 thì hoàn thành và đem ấn hành tại Kim Lăng, năm sau ông mất.
Tại Việt Nam, mãi tới thập niên 1930 mới có bản dịch tiếng Việt hiện đại ra mắt công chúng. Trước đó, Nam ông mộng lục ít được ngay cả sĩ lâm biết.

## Nội dung
Nguyên bản gồm 31 thiên, đến nay chỉ lưu truyền được 28 thiên, kết cấu các thiên cũng đổi, có thêm bài tựa và bạt (hậu tựa) của chính tác giả cùng bạn văn. Nội dung sách ghi lại những thần tích, giai thoại thời Lý-Trần-Hồ, những giai đoạn gần nhất với sự am hiểu của tác giả. Một số thiên về sau được các tác giả Đại Việt sử kí toàn thư sưu tầm và chép lại, giữ nguyên giọng điệu như một cách tôn trọng tiền bối.
Nam ông mộng lục xuất phẩm với chủ đích của tác giả là xóa tan những ngờ vực trong giới quan viên Trung Hoa vốn vừa ác cảm vừa ít hiểu biết về tình hình biên thùy phương Nam, may sao lại có một ông hoàng nước Nam ở cạnh để kể cho họ nghe bằng thứ văn chương cổ kính, phong tình. Tác phẩm rõ ràng thể hiện trong mắt độc giả những điều vừa hấp dẫn vừa mới lạ về một nước Nam tuy nhỏ về cương thổ nhưng lại không kém phần lớn về phong hóa, với những nét người nét tình đặc thù.
Trong tác phẩm, do tác giả đã ở cương vị đại thần triều Minh nên phàm thụy hiệu các vua An Nam đều phải sửa "hoàng", "tông" thành "vương", ngoài ra ý nghĩa thực tế không đổi. Bản thân tác giả khiêm xưng là "Trừng".
| Thứ tự | Nhan đề                                   | Khái lược                                                   |
| ------ | ----------------------------------------- | ----------------------------------------------------------- |
| 01     | Nam ông mộng lục tựa (南翁夢錄序)         | Bài tựa của tác giả và đồng liêu Hồ Huỳnh                   |
| 02     | Nghệ vương thủy mạt (藝王始末)            | Cố sự hoàng đế Trần Nghệ Tông                               |
| 03     | Trúc Lâm thị tịch (竹林示寂)              | Cố sự hoàng đế Trần Nhân Tông và công chúa Thiên Thụy       |
| 04     | Tổ linh định mệnh (祖靈定命)              | Cố sự hoàng đế Trần Minh Tông                               |
| 05     | Đức tất hữu vị (德必有位)                 | Cố sự hoàng đế Trần Minh Tông                               |
| 06     | Phụ đức trinh minh (婦德貞明)             | Cố sự chính phi Trần Duệ Tông                               |
| 07     | Văn tang khí tuyệt (聞喪氣絕)             | Cố sự hoàng đế Trần Thái Tông                               |
| 08     | Văn Trinh ngạnh trực (文貞鯁直)           | Cố sự sĩ đại phu Chu An                                     |
| 09     | Y thiện dụng tâm (醫善用心)               | Cố sự lương y Phạm Bân                                      |
| 10     | Dũng lực thần dị (勇力神異)               | Cố sự tướng quân Lê Phụng Hiểu                              |
| 11     | Phu thê tử tiết (夫妻死節)                | Cố sự đại thần Ngô Miễn và phu nhân                         |
| 12     | Tăng đạo thần thông (僧道神通)            | Cố sự quốc sư Thông Huyền và Giác Hải                       |
| 13     | Tấu chương minh nghiệm (奏章明驗)         | Cố sự Chiêu Văn vương Trần Nhật Duật                        |
| 14     | Áp Lãng chân nhân (壓浪真人)              | Cố sự đạo sĩ Áp Lãng                                        |
| 15     | Minh Không thần dị (明空神異)             | Cố sự thiền sư Nguyễn Minh Không                            |
| 16     | Nhập mộng liệu bệnh (入夢療病)            | Cố sự thiền sư Quán Viên                                    |
| 17     | Ni sư đức hành (尼師德行)                 | Cố sự ni bà Phạm thị                                        |
| 18     | Cảm kích đồ hành (感激徒行)               | Cố sự hoàng đế Trần Nhân Tông và Văn Túc vương Trần Đạo Tái |
| 19     | Điệp tự thi cách (疊字詩格)               | Cố sự hoàng đế Trần Thánh Tông                              |
| 20     | Thi ý thanh tân (詩意清新)                | Cố sự hoàng đế Trần Nhân Tông                               |
| 21     | Trung thực thiện chung (忠直善終)         | Cố sự anh em đại thần Phạm Ngộ và Phạm Mại                  |
| 22     | Thi phúng trung gián (詩諷忠諫)           | Cố sự Chương Túc hầu Trần Nguyên Đán                        |
| 23     | Thi dụng tiền nhân cảnh cú (詩用前人警句) | Cố sự quan viên Nguyễn Trung Ngạn                           |
| 24     | Thi ngôn tự phụ (詩言自負)                | Cố sự quan viên Nguyễn Trung Ngạn                           |
| 25     | Mệnh thông thi triệu (命通詩兆)           | Cố sự quan viên Lê Quát                                     |
| 26     | Thi chí công danh (詩志功名)              | Cố sự tướng quân Phạm Ngũ Lão                               |
| 27     | Tiểu thi lệ cú (小詩麗句)                 | Cố sự tông thất Trần triều                                  |
| 28     | Thi tửu kinh nhân (詩酒驚人)              | Cố sự Hồ Tông Trạc                                          |
| 29     | Thi triệu dư khánh (詩兆餘慶)             | Cố sự tác giả Lê Trừng                                      |
| 30     | Thi xứng tương chức (詩稱相職)            | Cố sự quan viên triều Trần Nghệ Tông                        |
| 31     | Thi thán trí quân (詩歎致君)              | Cố sự quan tư đồ Trần Nguyên Đán                            |
| 32     | Quý khách tương hoan (貴客相歡)           | Cố sự quan viên Mạc Kí và sứ thần Đại Nguyên                |
| 33     | Nam ông mộng lục hậu tựa (南翁夢錄後序)   | Bài bạt của đồng liêu Tống Chương                           |

## Văn hóa
Tác phẩm cung cấp cái nhìn cận cảnh về sinh hoạt An Nam thời đầu tự chủ với sự dung hòa rõ rệt của văn hóa Nho-Phật-Đạo (tam giáo đồng nguyên). Đồng thời, ghi lại nét tính cách cùng một số tác phẩm của các tác gia tiêu biểu thời kì này, mà tới nay ngoài Nam ông mộng lục không còn cứ liệu nào xác minh. Cho tới năm 2020, Nam ông mộng lục vẫn là tác phẩm hoàn chỉnh nhất về giai đoạn Lý-Trần-Hồ do một người từng trải qua những thời khắc trọng đại nhất ở mạt kì soạn ra, cho nên tính tư liệu sâu sắc hơn bất kì văn phẩm nào cùng thời, được coi là sự bổ khuyết thấu đáo nhất cho chính sử.
- GS. Nguyễn Huệ Chi: Cuốn sách là một tập ghi chép về các mẩu chuyện "người thiện", "người tài" của đất nước Đại Việt. Những mẩu chuyện này được hồi ức lại như là một giấc mơ về dĩ vãng của Hồ Nguyên Trừng. Sách được viết, được in và lưu hành ở Trung Quốc nên không khỏi có những hạn chế do những điều kiện chính trị và xã hội ở nơi nó ra đời...Tuy vậy, qua 28 thiên truyện còn lại, ta không hề thấy tác giả có lời nào nhằm biểu dương công ơn "khai hóa" của "thiên triều" đối với người Nam (tức Đại Việt). Trái lại, điều tác giả muốn gửi gắm là: "nước Nam vốn cũng có những con người rất đẹp, tiêu biểu cho đạo đức, phẩm chất và tài năng, có thể đem ra làm gương cho đọc giả phương Bắc (ý chỉ Trung Quốc) cùng soi"... Xét mặt khác, do chỗ phải dùng trí nhớ để ghi lại, chứ không có tài liệu, nên nhiều truyện khá ngắn ngủi. Tất nhiên hiệu quả cũng bị giảm sút, nhất là nếu đem so sánh chúng với những truyện mang nội dung tương đương trong Lĩnh Nam chích quái.[7]
- Nhà nghiên cứu Trần Văn Giáp: Mặc dù đã thoát nạn chết, lại được làm quan cao, bổng lộc hậu dưới triều Minh; Nguyên Trừng vẫn không quên tổ quốc, tên quyển sách này đủ chứng tỏ lòng quyến luyến quê hương của ông... Sách chép theo lối cũ, tuy đầy tư tưởng phong kiến đời Trần... Nhưng gạt bỏ những hạn chế, ta vẫn có thể khảo sát được nhiều nét về đời sống xã hội của nước Việt lúc bấy giờ.[8]

## Liên kết
1. ↑  《南翁夢錄》胡濙《序》，收錄於孫毓修編《涵芬樓秘笈》第九集，北京圖書館出版社版，829頁。
2. ↑  《東南亞歷史詞典‧「胡元澄」條》，上海辭書出版社版，297頁。
3. ↑  《東南亞歷史詞典‧「南翁夢錄」條》，上海辭書出版社版，301頁。
4. ↑  吳士連等《大越史記全書‧本紀全書‧陳紀‧附胡季犛》，東京大學東洋文化硏究所校合本，476-477頁及495-496頁。
5. ↑  張廷玉等《明史》卷一百一十《七卿年表》，北京中華書局版，3418-3419頁。
6. ↑  "台灣中央研究阮計算中心─兩千年中西曆轉換". Bản gốc lưu trữ ngày 15 tháng 6 năm 2018. Truy cập ngày 7 tháng 4 năm 2014.
7. ↑  Nguyễn Huệ Chi, Từ điển văn học (bộ mới), tr. 638-639.
8. ↑  Tìm hiểu kho sách Hán Nôm, tr. 63-64.

### Tư liệu
- Đinh Công Vĩ (1986). "Thử tìm hiểu phương pháp sưu tầm chỉnh lý thư tịch của Lê Quý Đôn". Hán Nôm Magazine. Hanoi: Institute of Hán Nôm. Bản gốc lưu trữ ngày 23 tháng 9 năm 2021. Truy cập ngày 27 tháng 12 năm 2020.
- Hà Thiên Niên (2003). "Khảo thuật về cổ tịch có liên quan đến Việt Nam thuộc các triều đại ở Trung Quốc". Hán Nôm Magazine. Hanoi: Institute of Hán Nôm. Bản gốc lưu trữ ngày 23 tháng 9 năm 2021. Truy cập ngày 27 tháng 12 năm 2020.
- Trần Nghĩa (1997). "Tiểu thuyết chữ Hán Việt Nam - Danh mục và phân loại". Hán Nôm Magazine. Hanoi: Institute of Hán Nôm. Bản gốc lưu trữ ngày 24 tháng 9 năm 2021. Truy cập ngày 27 tháng 12 năm 2020.